# Lydia Shum Din-Ha
Lydia Shum Din-Ha (chiń. 沈殿霞; pinyin Shěn Diànxiá; ur. 21 lipca 1945 w Szanghaju, zm. 19 lutego 2008 w Hongkongu) - hongkońska aktorka komediowa. Występowała w licznych hongkońskich filmach i była wizerunkowym gospodarzem na TVB przez 40 lat. Swym fanom znana była pod pseudonimem Fei-fei (肥肥, co w luźnym tłumaczeniu oznacz Gruba siostra lub Grubaska).

## Wczesne lata
Shum pierwsze role filmowe zagrała, gdy miała 13 lat. Od 1960 roku współpracowała z Shaw Brothers.

## Kariera
Śpiewała w grupie Cantopop znanej jako Four Golden Flowers, śpiewała w duecie Roman Tam w latach 1971-1973. Sympatię widzów zdobyła niespotykaną otwartością i odwagą, pozwalającą jej paradować w bikini i strojach baletowych, mimo korpulentnej postury.

### Film
Shum znana była jako aktorka komiczna i dramatyczna, jednak nie ograniczała się do takich filmów. Zrezygnowała z kariery filmowej w 1997 roku i była gospodarzem talk show w Hongkongu, wraz z licznym pokazami rewiowymi na TVB. Wróciła do filmów w 2004 roku, grając w komedii Laws Outlaws.